# 吴肃 (1910年)
吴肃（1910年—1997年），男，四川遂宁人。中国人民解放军少将。

## 生平
1938年参加新四军，同年加入中国共产党。参加过黄桥战役。1941年后历任新四军一师作战科长，一师兼苏中军区参谋处长，苏中军区军政千校教育长，教导旅第二团团长，苏浙公学教育长。第二次国共内战期间，历任华中野战军第十纵队参谋长，华东野战军第四纵队十二师副师长，第三野战军二十八军参谋长，参加过苏中、济南、淮海，渡江战役。
中华人民共和国成立后，历任华东军政大学训练部部长，华东军区公安部队参谋长、空军参谋长，中朝联合空军参谋长，中南军区空军参谋长，南京军区战史编辑室副主任。1964年晋升为少将军衔。